# Julio Béjar
Pour l’article homonyme, voir Béjar.
Julio Béjar (Almería, 1987) est un dramaturge, poète et metteur en scène espagnol. Il a reçu le Prix National de Théâtre Calderón de la Barca en 2021.

## Biographie
Béjar est diplômé en philologie hispanique. Il poursuit ses études en réalisant un Master Enseignement et Recherche à l'université Lumière de Lyon ainsi que le cursus de mise en scène et dramaturgie à la RESAD. Il dirige le Teatro de la Vida, lieu consacré aux arts scéniques dans le quartier de la Latina à Madrid.

## Prix et reconnaissances
- Premio Ciudad de Tudela de Poesía, 2015.
- Prix National de Théâtre Calderón de la Barca, 2021[3].
- X Programa de Desarrollo de Dramaturgias Actuales del INAEM, 2022.
- X Laboratorio de Escritura Teatral de la SGAE, 2022.
- Proyecto Nuevas Dramaturgias de Donostia Kultura, 2022.
- Élève d'Honneur de l'Université d'Almería, 2022.

## Poésie
- Manual de uso para mudanzas, 2013.
- Algo se ha movido. Antología de jóvenes poetas andaluces, 2018.
- Sciences de la vie et de la Terre, 2020[4].
- Trashumancia, 2023.

## Théâtre
- Mudanzas,  2015.
- Aura, 2018.
- 8,56, 2019[5].
- Cuando las canciones dejen de hablar de nosotros, 2021.
- Empieza por F, 2022.
- Dummies, 2022. [Texte complet]
- Palomares (la plage du Pluton), 2022.